# Ornithocephalus inflexus
Ornithocephalus inflexus är en orkidéart som beskrevs av John Lindley. Ornithocephalus inflexus ingår i släktet Ornithocephalus och familjen orkidéer. Inga underarter finns listade i Catalogue of Life.